# Sovrani di Hanau
Hanau e una città e Lichtenberg è un distretto della Germania. Questo elenco dei governanti di Hanau o Hanau-Lichtenberg comprende i signori e poi conti che regnarono l'area dal XIV a durante tutto il XVIII secolo.

## Signori di Hanau (1243–1429)
| 1243-1281    | Reinardo I  |
| 1281-1305/06 | Ulrico I    |
| 1305/06-1346 | Ulrico II   |
| 1346-1369/70 | Ulrico III  |
| 1369/70-1380 | Ulrico IV   |
| 1380-1429    | Reinardo II |

Nel 1429, Reinardo II fu elevato a conte del Sacro Romano Impero

## Conti di Hanau (1429-1458)
| 1429-1451 | Reinardo II  |                                      |
| 1451-1452 | Reinardo III |                                      |
| 1452-1458 | Filippo I    | Anche noto come "Filippo il Giovane" |

Nel 1458, la contea fu divisa in due parti, rinominate successivamente Hanau-Münzenberg e Hanau-Lichtenberg.

## Conti di Hanau-Münzenberg (1458-1736)
| 1458-1500 | Filippo I             | Anche noto come "Filippo il Giovane" |
| 1500-1512 | Reinardo IV           |                                      |
| 1512-1529 | Filippo II            |                                      |
| 1529-1561 | Filippo III           |                                      |
| 1561-1580 | Filippo Luigi I       |                                      |
| 1580-1612 | Filippo Luigi II      |                                      |
| 1612-1638 | Filippo Maurizio      |                                      |
| 1638-1641 | Filippo Luigi III     |                                      |
| 1641-1642 | Giovanni Ernesto      |                                      |
| 1642-1680 | Federico Casimiro     | Anche conte di Hanau-Lichtenberg     |
| 1680-1712 | Filippo Reinardo      |                                      |
| 1712-1736 | Giovanni Reinardo III | Anche conte di Hanau-Lichtenberg     |

Nel 1736, Hanau-Münzenberg passò all'Assia-Kassel

## Conti di Hanau-Lichtenberg (1458-1736)
| 1458-1480 | Filippo I             | Anche noto come "Filippo il Vecchio" |
| 1480-1504 | Filippo II            |                                      |
| 1504-1538 | Filippo III           |                                      |
| 1539-1590 | Filippo IV            |                                      |
| 1590-1599 | Filippo V             |                                      |
| 1599-1625 | Giovanni Reinardo I   |                                      |
| 1625-1641 | Filippo Volfango      |                                      |
| 1641-1680 | Federico Casimiro     | Anche conte di Hanau-Münzenberg      |
| 1680-1736 | Giovanni Reinardo III | Anche conte di Hanau-Münzenberg      |

Nel 1736, Hanau-Lichtenberg passò all'Assia-Darmstadt